# Danny Trainor
Daniel Trainor, noto con il diminutivo Danny (Belfast, 12 luglio 1944 – Ballymoney, 10 agosto 1974), è stato un calciatore nordirlandese, di ruolo attaccante.

## Carriera

### Club
Trainor iniziò la carriera nel Distillery per poi passare al Coleraine con cui vinse la Ulster Cup 1965-1966.
Nel 1966 passa al Crusaders, club con cui rimarrà sino al 1968.
Nell'estate 1967 viene aggregato al Glentoran che disputò il campionato nordamericano organizzato dalla United Soccer Association: accadde infatti che tale campionato fu disputato da formazioni europee e sudamericane per conto delle franchigie ufficialmente iscritte al campionato, che per ragioni di tempo non avevano potuto allestire le proprie squadre. Il Glentoran rappresentò i Detroit Cougars, e chiuse al quarto posto della Eastern Division, non qualificandosi per la finale.
Nell'agosto 1968 si trasferisce in Inghilterra per giocare nel Plymouth, militante nella Third Division. Trainor lascerà il club nel dicembre dello stesso anno per passare agli irlandesi del Waterford, con cui vince la A Division 1968-1969 ed anche l'edizione seguente. Con il Waterford si aggiudicò anche la League of Ireland Shields 1968-1969 e due edizioni della Top Four Cup. Trainor gioca anche un incontro nella Coppa dei Campioni 1969-1970 nella sconfitta per 3-2 contro i turchi del Galatasaray.
Nel 1970 passa al St Patrick's, con cui perde la finale della FAI Cup 1971-1972 contro il Cork Hibernians.
Nel 1972 viene ingaggiato dal Drogheda Utd. Nell'agosto 1974 ha un incidente mortale in automobile mentre si stava recando ad un allenamento pre-stagionale, nel quale muoiono anche altre due persone.

### Nazionale
Trainor giocò un incontro con la nazionale di calcio dell'Irlanda del Nord nel Torneo Interbritannico 1967.

### Cronologia presenze e reti in nazionale
| Cronologia completa delle presenze e delle reti in nazionale ― Irlanda del Nord | Cronologia completa delle presenze e delle reti in nazionale ― Irlanda del Nord | Cronologia completa delle presenze e delle reti in nazionale ― Irlanda del Nord | Cronologia completa delle presenze e delle reti in nazionale ― Irlanda del Nord | Cronologia completa delle presenze e delle reti in nazionale ― Irlanda del Nord | Cronologia completa delle presenze e delle reti in nazionale ― Irlanda del Nord | Cronologia completa delle presenze e delle reti in nazionale ― Irlanda del Nord | Cronologia completa delle presenze e delle reti in nazionale ― Irlanda del Nord |
| Data                                                                            | Città                                                                           | In casa                                                                         | Risultato                                                                       | Ospiti                                                                          | Competizione                                                                    | Reti                                                                            | Note                                                                            |
| ------------------------------------------------------------------------------- | ------------------------------------------------------------------------------- | ------------------------------------------------------------------------------- | ------------------------------------------------------------------------------- | ------------------------------------------------------------------------------- | ------------------------------------------------------------------------------- | ------------------------------------------------------------------------------- | ------------------------------------------------------------------------------- |
| 12-4-1967                                                                       | Belfast                                                                         | Irlanda del Nord                                                                | 0 – 0                                                                           | Galles                                                                          | Torneo Interbritannico 1967                                                     | -                                                                               |                                                                                 |
| Totale                                                                          |                                                                                 | Presenze                                                                        | 1                                                                               |                                                                                 | Reti                                                                            | 0                                                                               |                                                                                 |

## Palmarès
- Campionato irlandese: 2

Waterford: 1969, 1970
- Ulster Cup: 1

Coleraine: 1966
- League of Ireland Shield: 1

Waterford: 1969
- Top Four Cup: 2

Waterford: 1969, 1970